# IC 865
IC 865 ist eine linsenförmige Galaxie vom Hubble-Typ SB0-a im Sternbild Jungfrau nördlich der Ekliptik. Sie ist schätzungsweise 240 Millionen Lichtjahre von der Milchstraße entfernt und hat einen Durchmesser von etwa 35.000 Lichtjahren.
Das Objekt wurde am 15. Mai 1893 vom französischen Astronomen Stéphane Javelle entdeckt.